# Новоильинское сельское поселение (Бурятия)
Се́льское поселе́ние «Новоильинское» (бур. Новоильинскын hомон) — муниципальное образование в Заиграевском районе Бурятии Российской Федерации.
Административный центр — село Новоильинск.

## История
Статус и границы сельского поселения установлены Законом Республики Бурятия от 31 декабря 2004 года № 985-III «Об установлении границ, образовании и наделении статусом муниципальных образований в Республике Бурятия»

## Население
| 2011  | 2012  | 2013  | 2014  | 2015  | 2016  | 2017  |
| ----- | ----- | ----- | ----- | ----- | ----- | ----- |
| 4942  | ↘4860 | ↘4810 | ↘4808 | ↘4761 | ↘4680 | ↘4633 |
| 2018  | 2019  | 2020  | 2021  | 2023  | 2024  |       |
| ↘4604 | ↘4568 | ↘4535 | ↘4217 | ↘4184 | ↘4152 |       |

## Состав сельского поселения
| № | Населённый пункт | Тип населённого пункта       | Население |
| - | ---------------- | ---------------------------- | --------- |
| 1 | Дархита          | улус                         | ↘185      |
| 2 | Новоильинск      | село, административный центр | ↘4032     |